# DeLand Southwest
DeLand Southwest es un lugar designado por el censo ubicado en el condado de Volusia en el estado estadounidense de Florida. En el Censo de 2010 tenía una población de 1052 habitantes y una densidad poblacional de 654,07 personas por km².

## Geografía
DeLand Southwest se encuentra ubicado en las coordenadas 29°0′28″N 81°18′41″O / 29.00778, -81.31139. Según la Oficina del Censo de los Estados Unidos, DeLand Southwest tiene una superficie total de 1.61 km², de la cual 1.61 km² corresponden a tierra firme y (0%) 0 km² es agua.

## Demografía
Según el censo de 2010, había 1052 personas residiendo en DeLand Southwest. La densidad de población era de 654,07 hab./km². De los 1052 habitantes, DeLand Southwest estaba compuesto por el 20.25% blancos, el 69.58% eran afroamericanos, el 0.95% eran amerindios, el 0.29% eran asiáticos, el 0% eran isleños del Pacífico, el 5.8% eran de otras razas y el 3.14% pertenecían a dos o más razas. Del total de la población el 14.16% eran hispanos o latinos de cualquier raza.